# Lester Victoria
Lester Victoria (Curaçao, 14 juni 1976) is een Curaçaose honkballer.
Victoria is een linkshandige werper en speelt sinds zijn jeugd honkbal. In 1997 ging hij spelen voor het team van de University of Central Florida en een jaar later tekende hij een contract bij de organisatie van de Minnesota Twins en kwam daarvoor uit op het double A-niveau. In 2001 keerde hij terug naar zijn geboorteland. In dat jaar werd hij geselecteerd voor het Nederlands honkbalteam en maakte zijn debuut tijdens de wereldkampioenschappen van 2001 in Taiwan. In 2002 deed hij met Oranje mee aan de Intercontinental Cup in twee wedstrijden.